# Джугало, Казимир Иванович
Казимир-Степан Иванович Джугало (укр. Казимир Іванович Джугало; 9 октября 1908 года, Сокаль — 23 мая 2001 года, там же)) — украинский политический деятель, завербованный западногерманской разведкой в целях проведения диверсий от имени Заграничных частей Организации украинских националистов. В начале 1960-х годов, разочаровавшись в националистической идеологии, отрёкся от ОУН, окончательно переехал в СССР и направил несколько писем в ОУН с призывами прекратить антигосударственную деятельность.

## Биография

### Довоенные и военные годы
Родился 9 октября 1908 года в городе Сокаль. В довоенные годы окончил педагогическое училище и работал учителем, в 1941 году преподавал в украинской гимназии. В 1943 году призван в 14-ю гренадерскую дивизию СС «Галичина». В 1944 году дивизия была разгромлена, и Джугало бежал в Австрию, где и встретил конец войны под Фелльбахом. Направлен в лагерь для перемещённых лиц, где было очень много украинских националистов из различных группировок (в том числе и много бывших заключённых). По собственному признанию, Джугало боялся думать о репатриации под угрозой смерти от сокамерников.

### Вербовка в ЗЧ ОУН
В конце 1940-х годов Джугало возглавил Организацию украинцев в Австрии и стал членом Заграничных частей Организации украинских националистов (ЗЧ ОУН). За свою поддержку ЗЧ ОУН был уволен со своей должности заместителем европейского директора Объединённого украинского американского вспомогательного комитета Маковецкого, поскольку Маковецкий как сторонник Андрея Мельника не поддерживал ЗЧ ОУН. При помощи территориального проводника Иосифа Тюшко Казимир Джугало устроился на работу в референтуру связи с краем (спецгруппа К-3 ЗЧ ОУН), а после встречи с референтом Г. Васьковичем с 1956 года стал агентом ЗЧ ОУН. Как агенту, ему предстояло пройти обучение и подготовиться к высадке на территории УССР для шпионской, дезорганизационной или любой другой подрывной работы.
В Вену Джугало прибыл с Васьковичем, у которого был фальшивый паспорт ФРГ на фамилию Майер. Проходил обучение на квартире в Бехартштрассе вместе с рядом украинских националистов, имевших итальянское гражданство и прошедших подготовку в итальянской разведывательной школе. Всё финансирование (поставка оружия и снаряжения) осуществлялось исключительно Бундеснахрихтдинстом (нем. Bundesnachrichtdienst) — разведывательной службой ФРГ, а не ЗЧ ОУН: Степан Бандера не стеснялся говорить об этом и считал, что не видит ничего плохого в работе националистов на разведку стран Западной Европы.

### Подготовка диверсантов для отправки в СССР
В мае 1957 года группа диверсантов встретилась в Аттерзее со Степаном Бандерой и получила наставление: передать всю информацию о предприятиях оборонного значения, расположении воинских частей, инфраструктуре городов и жизни гражданского населения. Каждый агент получил от немецкой разведки оружие, техническое снаряжение, карты и коды для переписки, а также суммы денег в польских злотых, чехословацких кронах, австрийских шиллингах, западногерманских марках, советских рублях и дополнительно 100 долларов США.
В июне 1957 года группа диверсантов — Владимир Небесный, Василий Мыслевич, Богдан Ципера и Иван Ганяк — перешла австро-чехословацкую границу, оттуда выбралась на территорию ПНР и перешла в СССР. В сентябре того же года провод ЗЧ ОУН вызвал Джугало в бюро на Цеппелинштрассе, 67 в Мюнхене, где Степан Ленкавский (будущий глава Провода ОУН после смерти Бандеры) назначил Казимира Джугало своим личным охранником, сохранив его обязанности в сфере К-3. Джугало включили во вторую группу диверсантов, которая использовала те же средства немецкой разведки (в том числе и автомобиль Mercedes). Осенью 1959 года в Мюнхене новобранцев отправили на виллу «Мюнхен-Пасинг» по Грефельфингштрассе, где началось обучение диверсантов. Весной 1961 года должна была состояться новая вылазка.

### Раскаяние и возвращение в СССР
Однако в 1960 году ЗЧ ОУН получила сведения о том, что диверсанты стали проваливаться один за другим: завербованный английской разведкой в 1951 году Мирон Матвейко выступил в советской печати и по киевскому радио с осуждением деятельности украинских националистов, а вся группа диверсантов Небесного, Мыслевича, Циперы и Ганяка сдалась КГБ и подписала чистосердечное признание, после чего отправила за границу коллективное письмо своим бывшим соратникам с призывами прекратить подрывную деятельность от имени Бундеснахрихтдинста. Джугало стал больше и больше разочаровываться в деятельности украинских националистов: он позднее говорил, что его соратники думали только о власти и о незаконном обогащении, тратя средства от немецкой разведки не по назначению и притворяясь интеллигентными людьми, хотя таковыми, по мнению Джугало, не был никто из рядовых членов или руководства.
Ещё до своей заброски в СССР Джугало должен был совершить действие, которое противоречило его убеждениям — уничтожить Дмитрия Штыкало, который ярче всего критиковал деятельность ЗЧ ОУН и обвинял Степана Ленкавского и Ивана Кашубу в лицемерии (жена и сын Штыкало остались жить в СССР и получили достойную материальную помощь). Ленкавский пытался завербовать сына Штыкало в шпионы ФРГ, но Дмитрий пригрозил смертью руководству ОУН, если они только посмеют осуществить свои планы. Разгневанный Ленкавский лишил его всех постов и приказал Казимиру Джугало убить «изменника», но Казимир отказался это делать, за что был также снят со всех постов. В конце концов, в 1966 году Джугало окончательно порвал все контакты с ОУН и вернулся в СССР.

### После возвращения
По возвращении на родину Джугало выступил в 1966 году в советской прессе. 19 апреля 1966 года на пресс-конференции в Киеве Джугало выступил перед советскими и зарубежным журналистами, раскритиковав всю деятельность ОУН, обвинив их в работе на ФРГ и потере каких-либо морально-этических ценностей. Его заявление было опубликовано в газете «Літературна Україна» на следующий день. Также Казимир Джугало выпустил «Обращение» к руководству ОУН и книга «За кулисами вертепа ОУН» (1973). Одним из главных объектов критики в книге Джугало стал глава Антибольшевистского блока народов Ярослав Стецько, который думал только о власти и непомерном богатстве. Украинская эмигрантская газета «Свобода» выразила своё крайнее возмущение и заявила, что Джугало точь-в-точь повторяет заявление официальной газеты ЦК КПУ «Коммунист Украины».
Джугало мирно прожил остаток своей жизни, скончавшись 23 мая 2001 года в Сокале.